# トビトカゲ属

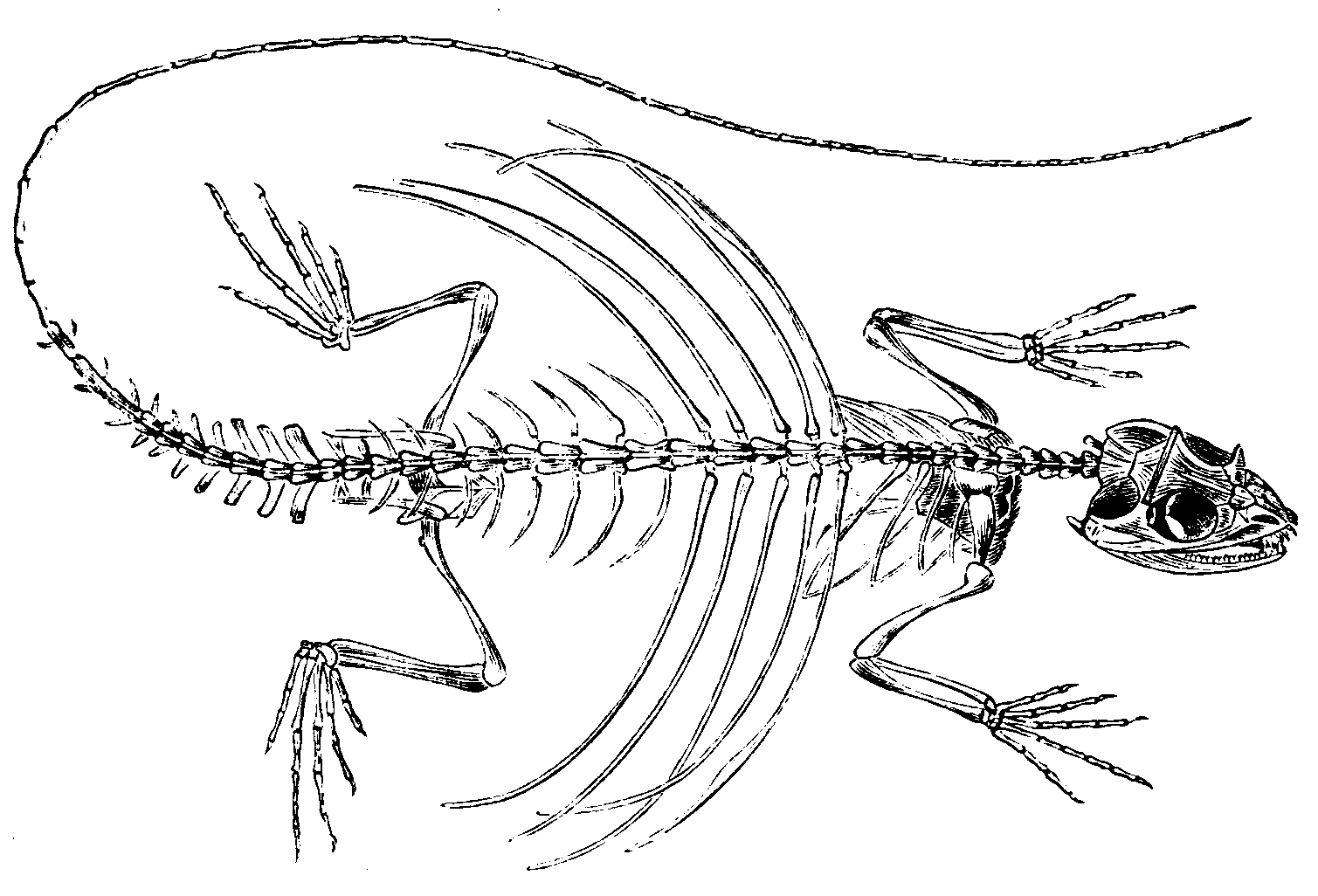
骨格スケッチ

トビトカゲ属（トビトカゲぞく、飛蜥蜴属、学名：Draco）は、有鱗目アガマ科に属する属である。属名Dracoはラテン語で「竜（ドラゴン）」の意。

## 分布
インド南部、インドネシア、カンボジア、タイ、中華人民共和国南部、フィリピン、ベトナム、マレーシア、ミャンマー、ラオス

## 形態
メスよりもオスの方が大きい種が多い。頸部側面には襞状に皮膚が伸長（副翼）する。左右に5-7本ずつ肋骨が伸長し、その間に扇状の皮膜（飛膜）がある。喉には三角形に伸長する皮膚（咽喉垂）がある。
鼻孔が上方に開口する種と側面に開口する種がいて、アガマ科では側面に開口する種が多い。
オスは咽喉垂が発達するが、メスは咽喉垂が発達しない。

## 生態

離陸と滑空の様子（10倍に減速）。木から飛び立って、しばらくしてから被膜を広げ、滑空している様子がわかる。

樹に着地する瞬間（20倍速）

森林に生息する。樹上棲。食性は動物食で、主にアリを食べる。繁殖形態は卵生。地中に卵を産む。オスは縄張りを形成して生活する。
副翼と飛膜を広げる事により揚力を生じ、樹木の間を滑空する事ができる。Draco volansの場合で滑空距離は18mにも達する。

## 人間との関係
ペットとして飼育される事もあり、日本にも輸入されている。輸送により体調を崩すことが多く、飼育も難しいとされる。樹上棲のため、高さのあるケージで飼育するのが望ましい。枝や観葉植物等を組んで活動場所や隠れ家にする。テラリウムでも飼育される。

## 分類
同所的に分布するアガマ科内では初期に分化したと考えられ、Ptyctolaemus属に近縁とされる。
鼻孔が側面に開口する種は分布や形態、分子系統学の研究から原始的な種と考えられ、鼻孔が上方に開口した種が後期に分化したと考えられている。
- Draco affinis　エンガノトビトカゲ
- Draco beccarii　ベッカートビトカゲ
- Draco biaro　ビアロトビトカゲ
- Draco bimaculatus　クロミミトビトカゲ
- Draco blanfordii　ブランフォードトビトカゲ
- Draco boschmai　フロレストビトカゲ
- Draco bouriuniensis　モルッカトビトカゲ
- Draco caerulhians　サンギヘトビトカゲ
- Draco cornutus　ツノトビトカゲ
- Draco cristatellus　タテガミフトトビトカゲ
- Draco cyanopterus　ミドリモントビトカゲ
- Draco dussumieri　インドトビトカゲ
- Draco fimbriatus　フトトビトカゲ
- Draco formosus　ボルネオウロコヒゲトビトカゲ
- Draco guentheri　ギュンタートビトカゲ
- Draco haematopogon　アカヒゲトビトカゲ
- Draco indochinensis　インドシナトビトカゲ
- Draco jareckii　バタントビトカゲ
- Draco lineatus　スジトビトカゲ
- Draco maculatus　ブチトビトカゲ
- Draco maximus　オオトビトカゲ
- Draco melanopogon　クロヒゲトビトカゲ
- Draco mindorensis　ミンダナオトビトカゲ
- Draco modiglianii　エンガノトビトカゲ
- Draco obscurus　ウロコヒゲトビトカゲ
- Draco ornatus　シロテントビトカゲ
- Draco palawanensis　パラワントビトカゲ
- Draco quadrasi　クウォドラストビトカゲ
- Draco quinquefasciatus　イツスジトビトカゲ
- Draco reticulatus　アミメトビトカゲ
- Draco rhytisma　バンガイトビトカゲ

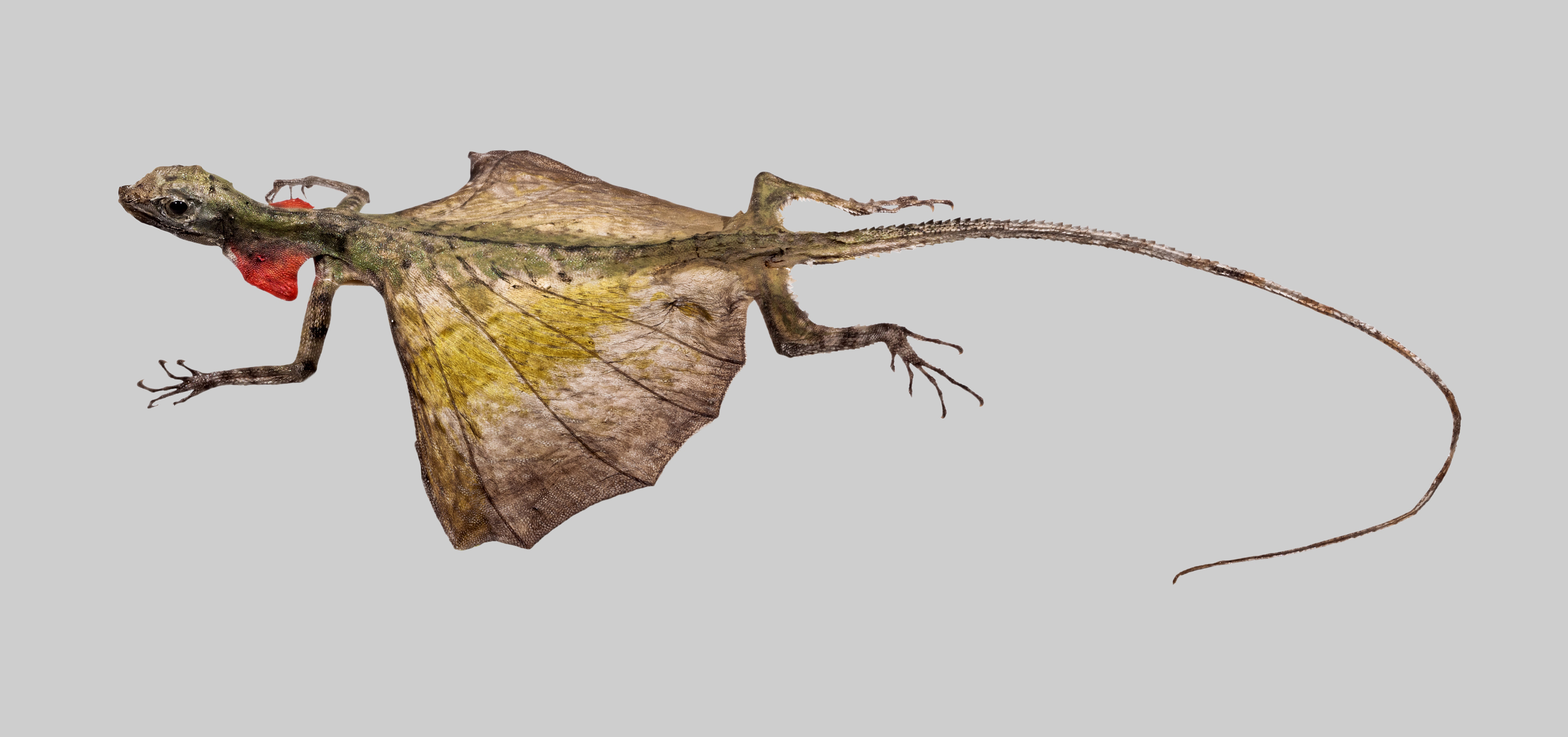
ジャワトビトカゲ

- Draco spilonotus　スラウェシトビトカゲ
- Draco spilopterus　ブチバネトビトカゲ
- Draco sumatranus　スマトラトビトカゲ
- Draco taeniopterus　コガラウロコヒゲトビトカゲ
- Draco timorensis　チモールトビトカゲ
- Draco volans　ジャワトビトカゲ

## 参考資料
- 海老沼剛『トカゲ1 アガマ科&イグアナ科』誠文堂新光社〈爬虫・両生類ビジュアルガイド　〉、2004年、34頁。。
- 疋田努「トビトカゲの分類と系統」『クリーパー』第23号、クリーパー社、2004年、36-42頁。。
- 星克巳「Keeding File No.003 トビトカゲ」『クリーパー』第24号、クリーパー社、2004年、82-87頁。。
- Inger, Robert F (1983) (英語). Morphological and ecological variation in the flying lizards (GenusDraco). Chicago: Field Museum of Natural History 2022年10月26日閲覧。